# Jizzy Pearl
Jizzy Pearl, pseudonimo di Jim Wilkinson (Chicago, 17 marzo 1958), è un cantante statunitense, principalmente noto per essere il frontman dei Love/Hate e dei Quiet Riot..

## Discografia

### Da solista
- 2004 - Just a Boy
- 2005 - Vegas Must Die

### Con i Love/Hate

#### Album in studio
- 1990 - Blackout in the Red Room
- 1992 - Wasted in America
- 1994 - Let's Rumble
- 1995 - I'm Not Happy
- 1997 - Livin' Off Layla
- 1999 - Let's Eat
- 2018 - All You Need Is Soul

#### EP
- 1991 - Evil Twin

#### Raccolte
- 2000 - Greatest & Latest
- 2000 - Very Best of Love/Hate

### Altri album
- 1999 - L.A. Guns - Shrinking Violet
- 2003 - Rikki Rockett - Glitter 4 Your Soul
- 2005 - Adler's Appetite - Adler's Appetite
- 2008 - George Lynch - Scorpion Tales

### Tribute album
- 2000 - Leppardmania: A Tribute to Def Leppard
- 2001 - Bulletproof Fever: A Tribute to Ted Nugent
- 2001 - Livin' on a Prayer: A Tribute to Bon Jovi
- 2002 - Welcome to the Jungle: A Tribute to Guns N'Roses